# Jakamari
Jakamari (ili sjajnice; lat. Galbulidae) su porodica ptica iz reda Piciformes, ili djetlovke. Nastanjuju tropske predjele Južne i Srednje Amerike do Meksika. Ova porodica sadrži pet rodova i 18 vrsta. U bliskom su srodstvu s pufovima (Bucconidae) i često su obje porodice odvojene u vlastiti red, Galbuliformes. Staništa su im šume na niskim nadmorskim visinama, rubovi šuma i krošnje.

## Opis
Jakamari su malene do srednje velike ptice, 14–34 cm duge i težine od 17 do 75 grama. Elegantne su ptice s dugim repovima i kljunovima. Po izgledu i ponašanju su sličniji pčelaricama Starog svijeta, jer ptice najprilagođenije životu u zraku imaju kratke i široke kljunove, za razliku od dugih i tankih kljunova jakamara. Noge su kratke i slabe, a stopala zigodaktilna. Perje je često svijetlo, iako je sasvim blijedo kod nekih vrsta. Postoje samo manje razlike između spolova (mužjaci često imaju bijelu pjegu na grlu).
Insektojedi su, i jedino veliki jakamar ponekad jede malene guštere i paukove.

## Razmnožavanje
Način razmnožavanja jakamara nije dobro proučen. Misli se da su monogamni, iako kod nekoliko vrsta i druge jedinke pomažu roditeljima u odgajanju ptića. Gnijezde se u rupama u tlu ili termitnjacima. Vrste koje se gnijezde na tlu to obično rade blizu rijeka (i odnedavno blizu puteva), ali će se gnijezditi u tlu koje drži korijenje palog drveća ako ovakva gnijezdilišta nisu dostupna. Ponekad su kolonijalni. Ženka nese 1-4 jajeta, najčešće 2-4. Oba roditelja ih inkubiraju. O periodu inkubacije se malo zna. Ptići se legu s paperjem, što je jedinstveno za djetlovke.

## Rodovi i vrste
Rod Galbalcyrhynchus
- Galbalcyrhynchus leucotis, bjelouhi jakamar
- Galbalcyrhynchus purusianus, kestenjasti jakamar

Rod Brachygalba
- Brachygalba salmoni,  tamnoleđi jakamar
- Brachygalba goeringi, svjetloglavi jakamar
- Brachygalba lugubris,  smeđi jakamar
- Brachygalba albogularis,  bjelogrli jakamar

Rod Jacamaralcyon
- Jacamaralcyon tridactyla,  troprsti jakamar

Rod Galbula
- Galbula albirostris, žutokljuni jakamar
- Galbula cyanicollis, plavolici jakamar
- Galbula ruficauda, riđorepi jakamar
- Galbula galbula,  zelenorepi jakamar
- Galbula pastazae, planinski jakamar
- Galbula cyanescens, plavočeli jakamar
- Galbula tombacea,  smeđočeli jakamar
- Galbula chalcothorax,  purpurni jakamar
- Galbula leucogastra, pjegavotrbi jakamar
- Galbula dea,  dugorepi jakamar

Rod Jacamerops
- Jacamerops aureus, veliki jakamar